# 648 Pippa
648 Pippa este o planetă minoră (asteroid), cu un diametru de 68,27 km, din centura de asteroizi. A fost descoperită pe 11 septembrie 1907 la Observatorul Königstuhl de August Kopff. 
Obiectul prezintă o orbită caracterizată de o semiaxă mare de 3,1961994405878 UAi, o excentricitate de 0,20291169802009, o înclinație de 9,772 ° în raport cu ecliptica.